# Valerij Bykovskij
Valerij Fjodorovitj Bykovskij (ryska: Валерий Фёдорович Быковский), född 2 augusti 1934 i Pavlovskij Posad, Moskva oblast, Ryska SFSR, Sovjetunionen, död 27 mars 2019 i Moskva, var en sovjetisk kosmonaut.

## Flygningar
- Vostok 5
- Sojuz 22
- Sojuz 31

## Reserv
- Vostok 3
- Sojuz 37